# DANCING SHOES
「DANCING SHOES」（ダンシング・シューズ）は、1985年6月24日にCBS・ソニーからリリースされた松田聖子の22枚目・SEIKO名義1枚目のシングル。規格品番：12AH-1896

## 解説
松田のリリース作品初の全編英語詞で、名義はSEIKOとなっている。初の12インチ・シングル。イギリスで先行リリースされた
規格品番：07SH 1670で7インチ・シングルも同時発売予定であったが中止となった。プロモーション用の見本盤のみ存在。7インチ・シングルは、LPバージョンとは一部ボーカル（発音）が違う部分がある。『Seiko Monument』にてCD化された。
「聖輝の結婚」と呼ばれた神田正輝との結婚式当日にリリース。
同年2月にニューヨークでレコーディングを行った時点では世界進出を視野に入れた「全米デビュー」曲扱いであったが、その後神田との交際発覚・結婚・音楽活動の休止を発表したため、活動休止前のラストシングルとなった。

## 収録曲
1. DANCING SHOES (Club Mix)[5:52]
  - 作詞・作曲：Steve Kipner・Paul Bliss
2. DANCING SHOES (Instrumental)[4:03]
3. Crazy Me, Crazy For You[4:13]
  - 作詞・作曲：Andy Goldmark・Phil Goldston

## 収録アルバム
- DANCING SHOES
  - SOUND OF MY HEART
- DANCING SHOES (Single Version)
  - Seiko Monument
- DANCING SHOES (Club Mix)
  - Seiko Box
  - Complete Bible
  - Premium Diamond Bible
  - Diamond Bible
- Crazy Me, Crazy For You
  - SOUND OF MY HEART
  - LOVE BALLADE
  - Complete Bible